# 佐賀県道49号佐賀空港線
佐賀県道49号佐賀空港線（さがけんどう49ごう さがくうこうせん）は、佐賀県佐賀市を通る県道（主要地方道）である。

## 概要
佐賀県佐賀市川副町大字犬井道の佐賀空港から、佐賀市松原2丁目の国道264号および佐賀県道29号佐賀停車場線を結ぶ全線2車線の道路である。
佐賀県道30号佐賀川副線と並行している。
佐賀空港開港以前より佐賀市川副町大字小々森から佐賀市新郷本町を結ぶ旧道が存在しており、この路線も県道49号に指定されている。

### 路線データ
- 起点：佐賀県佐賀市川副町大字犬井道（佐賀県道30号佐賀川副線終点）
- 終点：佐賀県佐賀市松原2丁目（佐賀城北御堀端交差点[1][2]、国道264号交点、佐賀県道29号佐賀停車場線終点）

## 歴史
- 一般県道広江佐賀線（佐賀県道261号）として指定。
- 1980年（昭和55年） - 計画中だった佐賀空港へのアクセス道路として10.6 kmのバイパス路線が決定[3]。
- 1993年（平成5年）5月11日 - 建設省から、県道広江佐賀線が佐賀空港線として主要地方道（佐賀県道49号）に指定される[4]。
- 1994年（平成6年）11月28日 - 空港大橋が開通[5]。
- 1998年（平成10年）3月30日 - くすの栄橋開通[注釈 1][6]。
- 2023年（令和5年）7月4日 - 佐賀県告示第146号により、本丸通りを佐賀市から佐賀県に引き継ぐかたちで終点を本庄町袋交差点から郵便局前交差点[注釈 2]に延伸[7]。

## 路線状況

### 道路施設

#### 橋梁
- 龍王橋（佐賀市）
- 船津橋（佐賀市）
- 空港大橋（延長333.8 m、佐賀県道49号旧道・八田江川、佐賀市） - 欄干の子柱ひとつひとつがムツゴロウ、また街灯の灯具がカササギの形状をした特徴的なデザイン[5]。
- 新堀橋（佐賀市）
- 末次橋（古江湖川、佐賀市）
- 板橋（古江湖川、佐賀市）
- 城南橋（佐賀市）
- くすの栄橋（延長53 m[注釈 1][6]、佐賀市） - 1998年（平成10年）3月30日開通[注釈 1][6]。

### バス路線
佐賀市営バスの一般路線（#25 広江・和崎線）が旧道を、停留間隔が広い佐賀空港連絡バス（#7 佐賀空港線）が現道を運航する。

## 地理

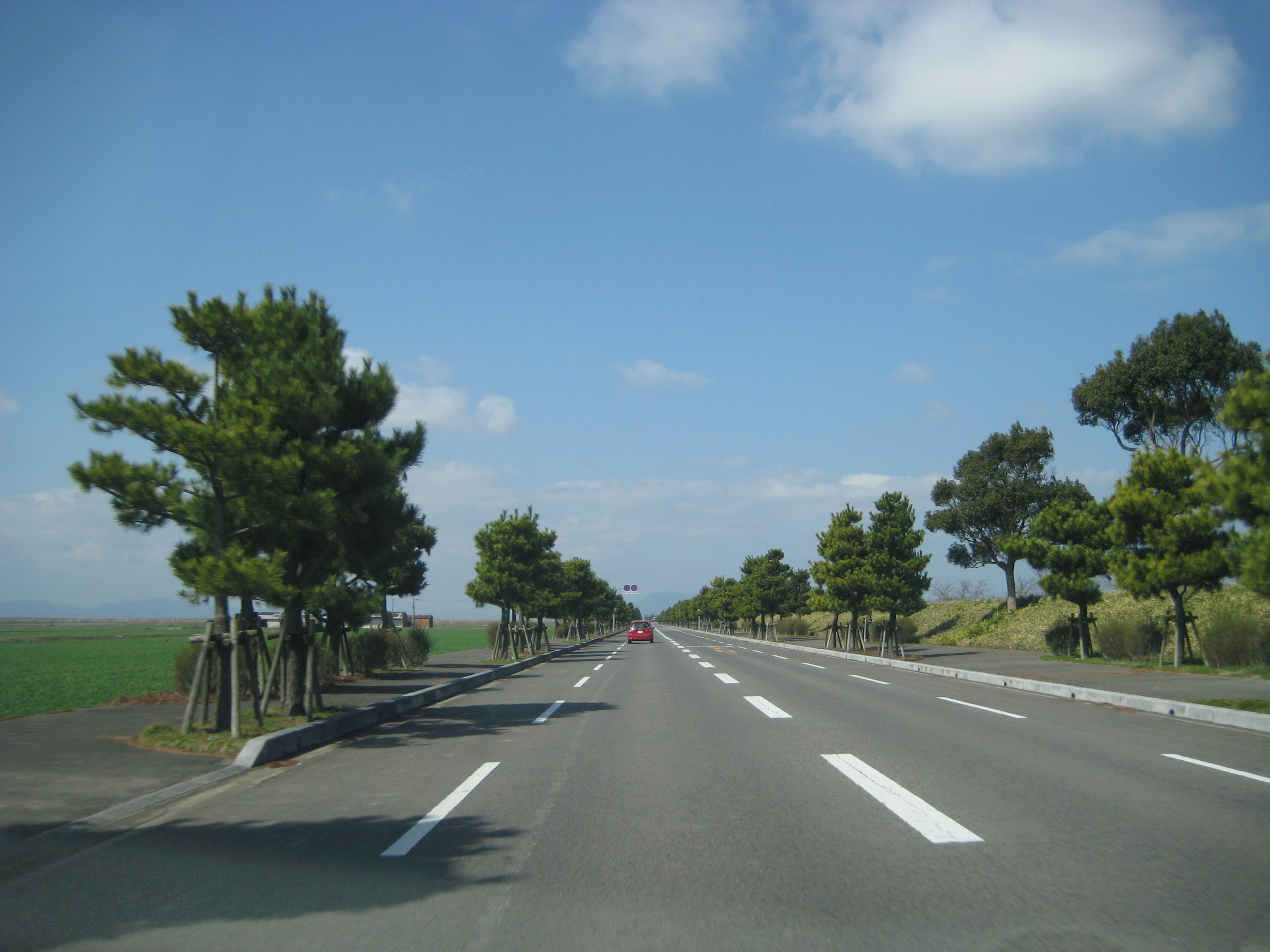
佐賀空港付近の並木道

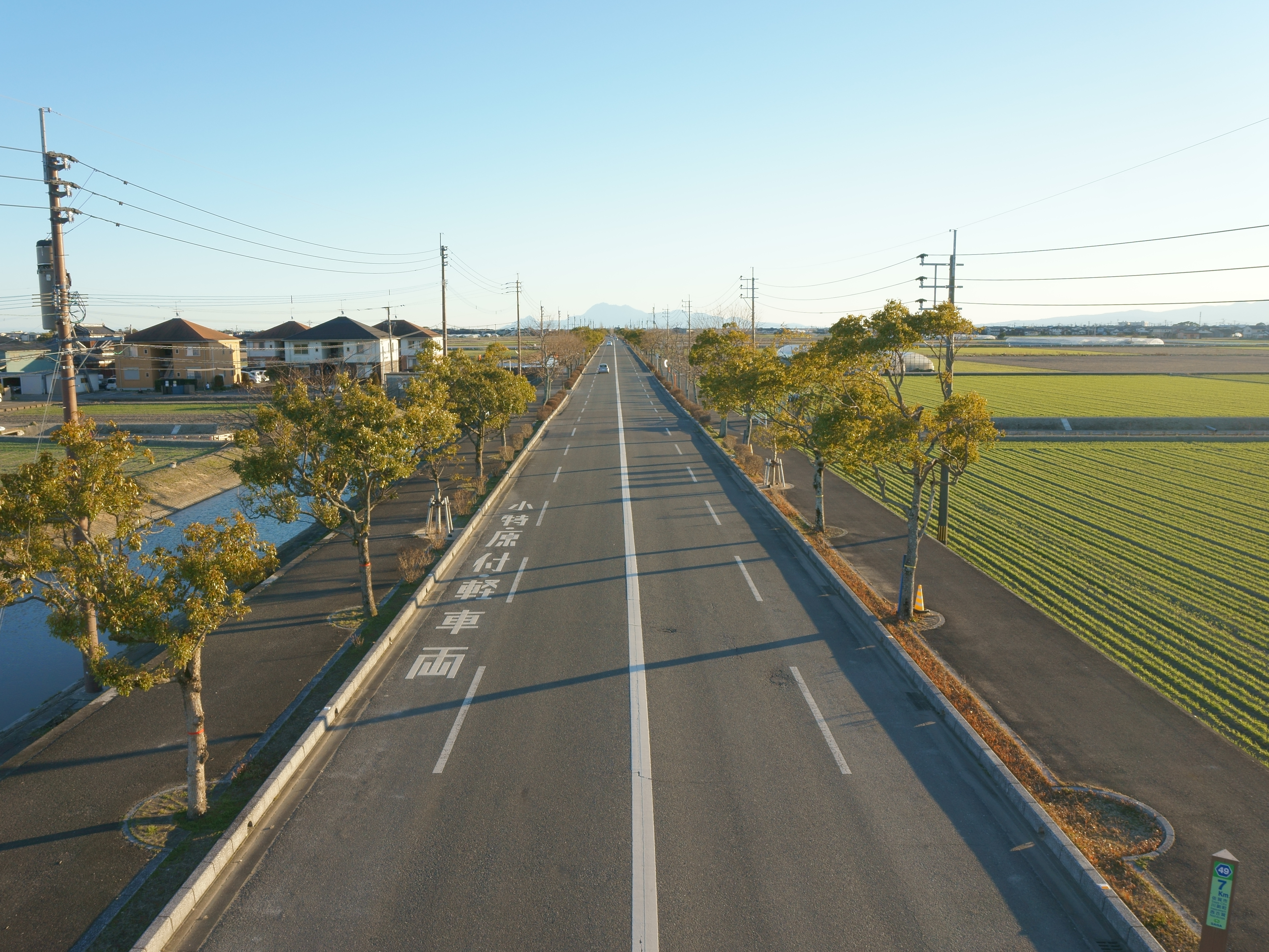
佐賀市川副町大字西古賀の船津交差点から南方向

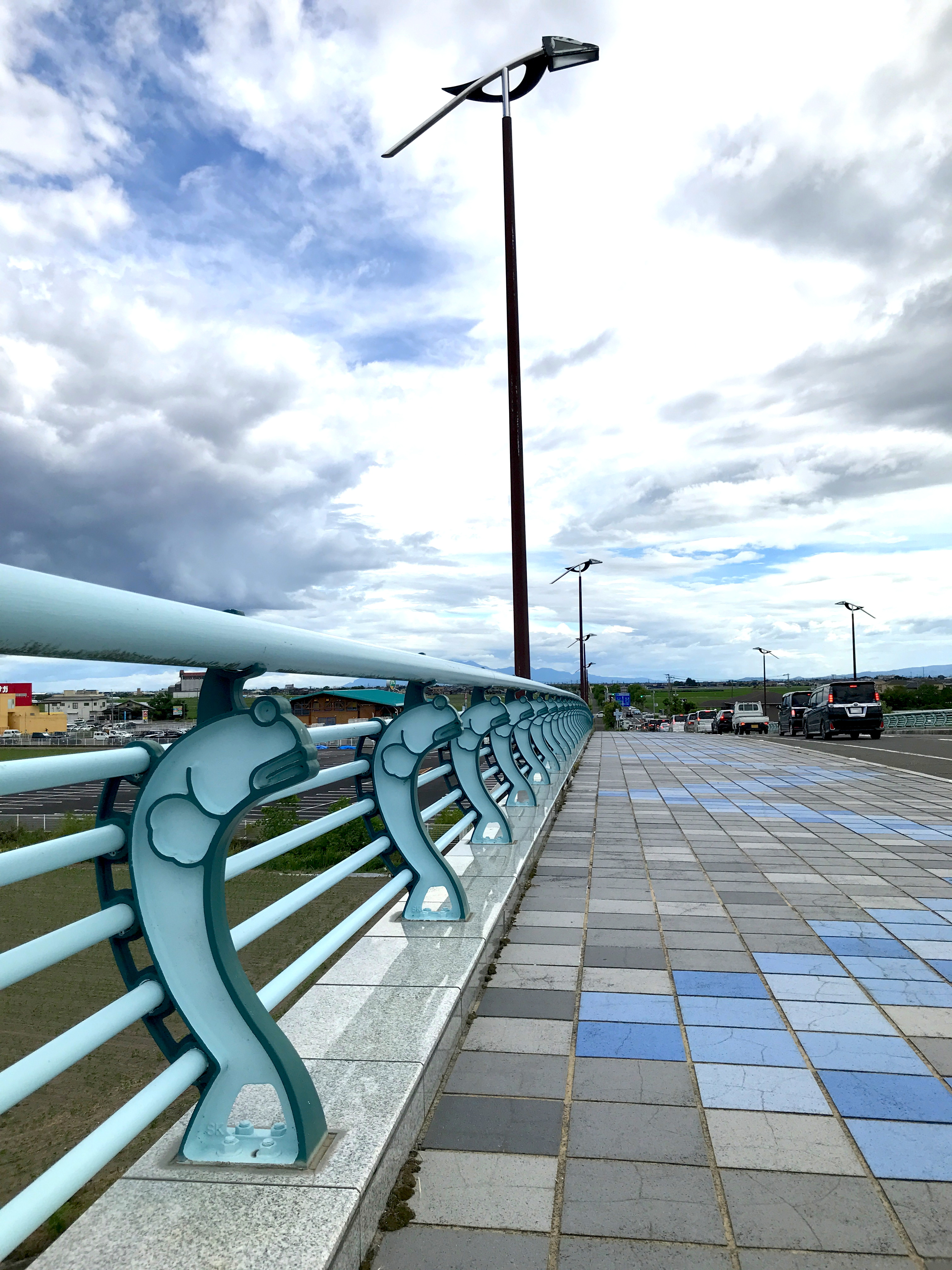
手すりと照明にムツゴロウとカチガラス（カササギ）がデザインされている空港大橋

### 通過する自治体
- 佐賀市

### 交差する道路
| 交差する道路                       | 交差する場所       | 交差する場所                                                                          |
| 現道                               | 現道               | 現道                                                                                  |
| ---------------------------------- | ------------------ | ------------------------------------------------------------------------------------- |
| 佐賀県道30号佐賀川副線             | 川副町大字犬井道   | 起点                                                                                  |
| 佐賀県道313号飯盛戸ヶ里港線        | 川副町大字犬井道   | 南川副西交差点                                                                        |
| 国道444号                          | 川副町大字小々森   | 小々森交差点                                                                          |
| 佐賀県道48号佐賀外環状線           | 川副町大字南里     | 空港大橋南交差点                                                                      |
| 佐賀県道49号佐賀空港線 / 旧道      | 川副町大字南里     | [ 注釈 4 ]                                                                            |
| （計画中）大川佐賀道路             | 東与賀町大字下古賀 | （仮称）空港西IC                                                                      |
| 国道208号                          | 本庄町大字袋       | 本庄町袋交差点                                                                        |
| 国道264号 佐賀県道29号佐賀停車場線 | 松原2丁目          | 佐賀城北御堀端交差点 / 終点                                                           |
| 旧道                               |                    |                                                                                       |
| 旧道起点                           | 川副町大字小々森   | 【北緯33度10分32.2秒 東経130度17分25.8秒 / 北緯33.175611度 東経130.290500度】         |
| 佐賀県道313号飯盛戸ヶ里港線        | 川副町大字小々森   |                                                                                       |
| 国道444号                          | 川副町大字小々森   | 広江交差点                                                                            |
| 佐賀県道48号佐賀外環状線           | 川副町大字南里     | 舟津新橋東交差点                                                                      |
| 佐賀県道49号佐賀空港線 / 新道      | 川副町大字南里     | [ 注釈 4 ]                                                                            |
| 佐賀県道30号佐賀川副線             | 北川副町大字新郷   | 旧道終点【北緯33度13分48.5秒 東経130度18分44.1秒 / 北緯33.230139度 東経130.312250度】 |

### 沿線
- 有明海
- 佐賀空港
- 佐賀駐屯地
- イオン佐賀ショッピングセンター
  - スーパービバホーム佐賀店
- 八田江川
- 佐賀市立赤松小学校
- 佐賀県立博物館
- 佐賀県立美術館
- 佐賀城
  - 佐賀城公園
  - 佐賀城本丸歴史館
- サガテレビ
- 佐賀県庁
- 佐賀県立図書館
- 市村記念体育館
- 佐賀中央郵便局
- NHK佐賀放送局